# ダム・ダム・デューガン
ティモシー・アロイシウス・キャドヴォラダー・“ダム・ダム”・デューガン（Timothy Aloysius Cadwallader "Dum Dum" Dugan）は、マーベル・コミック発行のアメリカン・コミックスに登場するキャラクターである。“S.H.I.E.L.D.”のエージェントであり、ニック・フューリーのチームの中でも最も経験豊富なメンバーの一人で、ライフルを使った射撃の腕前とトレードマークのボーラーハットで知られる。

## 発行履歴
ダム・ダム・デューガンは、1963年5月にスタン・リーとジャック・カービー によって創造され、『Sgt. Fury and his Howling Commandos』第1号でデビューした。

## キャラクター経歴
ダム・ダム・デューガンはマサチューセッツ州ボストンで生まれ、第二次世界大戦中にサーカスストロングマンとして働いていたが、ナチス・ドイツから逃亡中のニック・フューリーとハッピー・サム・ソーヤーを助けた。デューガンはイギリス陸軍に入隊後、ソーヤーが“ハウリング・コマンドーズ”の創設を任されるとアメリカ陸軍に転属し、フューリーの副官にするよう誘われてコマンドーズに参加。伍長の階級を持つ下士官兵であり、大戦中はトレードマークのボーラーハットの前頂部に階級を表す記章を付けていたデューガンは、いくつかの任務で並外れた強さを発揮してチームの窮地を救ってきた。
デューガンは朝鮮戦争の前にアメリカ軍を去るが、戦時中に一尉に昇進したフューリーの下で少尉として再入隊し、再びハウリング・コマンドーズの副官となった。コマンドーズ再加入後のデューガンの正確な階級は明言されていないが、ある時点では「キャプテン」と呼ばれていた。『Sgt. Fury and his Howling Commandos' Annual』第3〜4号にあるように、フューリーがベトナム戦争に出征して諜報活動に従事した際も、CIAを経て“S.H.I.E.L.D.”に入った時もデューガンはフューリーの片腕として活躍した。
デューガンを含むコマンドーズのメンバーは、現代では全員が60代や70代になっているにもかかわらず、若々しく活動的であり続ける理由を説明するために、“インフィニティ・フォーミュラ”を受け取ったという証言があるが、他の物語においてデューガンは単に心臓発作を起こしたとあるため、この人工的な若さの維持とは矛盾している。
S.H.I.E.L.D.の母艦“ヘリキャリア”の内部警備を担当した後デューガンは、“ゴジラ・スクワッド”と名付けられたS.H.I.E.L.D.の部隊の責任者に任命され、放射能汚染された怪獣の追跡と撃退を任された。24回に渡る『Godzilla, King of the Monsters』シリーズを通して、デューガンはゴジラの破壊的傾向を嫌悪していたが、ゴジラに何度も救われたことでその存在を受け入れるようになると、彼の最大の悪夢の長いリストを回想し、そのうちの1つにゴジラが含まれている。
心臓発作を起こしたデューガンだったが、その際にS.H.I.E.L.D.副長官に正式に昇格した。

### 権力闘争
『Marvel Graphic Novel』第18号『She-Hulk』では、フューリーが不在の間、デューガンがS.H.I.E.L.D.を運営していたが、その権限を卑劣なエージェントロジャー・ドゥーリーによって簒奪され、ジェニファー・ウォルターズ/シー・ハルクとワイアット・ウィングフットが違法に捕らえられ、ドゥーリーが公衆の面前でシー・ハルクを強制的に検診したことにデューガンは抗議するが却下された。しかしドゥーリーが戦死したことで、デューガンは権限を取り戻した。

### 『Nick Fury vs. S.H.I.E.L.D.』
『Nick Fury vs. S.H.I.E.L.D.』第6号においてデューガン、そして後にS.H.I.E.L.D.全体は内部からの反乱に対処するが、デューガンはゴミ出し中に射殺された。このシリーズでは、“ヒドラ”がS.H.I.E.L.D.に潜伏していたことが明らかにされ、両者を直接管理していた謎の評議会は、数十年にわたって2つの組織の間で強要してきた適者生存の選抜プロセスを加速させるために、デューガンを含む組織の上層部の多くや殺されたと思われた士官たちをアンドロイドである“ライフ・モデル・デコイ”に置き換えており、生きていることが確認されたデューガンはこのシリーズの最後で、多くの年配の士官とともに引退した。だがその引退は長くは続かず、新生S.H.I.E.L.D.（Strategic Hazard Intervention Espionage Logistics Directorate）が創設されたときにフューリーと共に復帰した。
デューガンは様々なスーパーヴィランを倒すためにドリーン・グリーン/スクィール・ガールに助けを求めたほか、フューリーがS.H.I.E.L.D.本部に不在の頃にはマリア・ヒルの副官に任命されてミュータントの問題に対処し、ローガン/ウルヴァリンの担当となった。

### 『シビル・ウォー』
『シビル・ウォー』におけるクロスオーバー作品では、デューガンをはじめとするS.H.I.E.L.D.のエージェント数名がスティーブ・ロジャース/キャプテン・アメリカを捕獲するために派遣されるが、エージェント全員が敗北し、ロジャースを捕らえようとしたことへの後悔を同僚のエージェントシャロン・カーターに打ち明けた。彼はまた、戦争のせいでS.H.I.E.L.D.への信頼を失い、ヒルが長官を務める組織の運営方法に懸念を抱いている。
その後、トニー・スターク/アイアンマンがS.H.I.E.L.D.の長官に就任すると、デューガンは組織の改革や運営方法を認めず、辞表を提出する。スタークに反感を抱いていたにもかかわらず、『ワールド・ウォー・ハルク』においてスタークはデューガンに、ハルクとウォーバウンドはマンハッタンを自由にしておくにはあまりにも危険な世界的脅威であるとして、マンハッタン島を破壊し“ネガティブゾーン”に送ることができる兵器の指揮を託す。しかしデューガンがその兵器を使うことはなかった。
デューガンはその後、ヒルとの対立の中で、彼女が命令に背くという選択肢のために、罪のない人々が死ぬような行動を取ることも厭わないらしいという事実をヒルに突きつけ、「本」に書かれていない状況もあることをヒルに伝えることで自分の価値とS.H.I.E.L.D.への忠誠心を証明した。
だがその後デューガンは、アキヒロ/ダケンに胸を刺される。

### 『シークレット・インベージョン』
ロジャースの死の直後、デューガンを待ち伏せしたスクラルが彼を刺して化けたことが明らかになった。デューガンの偽者は“S.W.O.R.D.”の軌道基地を破壊し、スクラル艦隊の地球侵略開始のために特攻した。その後、ヴァレンティーナ・アレグラ・デ・フォンテーヌを含むスクラルに拉致されてなりすまされた被害者が健在であることをスタークに発見されたデューガンは、スクラルになりすまされた仲間たちと支援グループの会合に出席している。

### 『シークレット・ウォリアーズ』
“シークレット・ウォリアーズ”とトミ・シシド/ゴーゴンとの対決が不調に終わった後、デューガンはPMCとなったハウリング・コマンドーズに助けを求めたフューリーから、新組織が最初から宿敵ヒドラに操られていたことを知った。デューガンは後に、ヒドラとさらに別の秘密組織であるロシアの“リヴァイアサン”を倒すためのフューリーと共に現れる。だがデューガンとジャスパー・シットウェルはヒドラやリヴァイアサンとの戦いの後、ハウリング・コマンドーズの残党として、国連に逮捕された。
それからデューガンは、超自然的な力を持つナチスのゾンビ軍団を阻止するために登用され、ハワード・ザ・ダックに助けられた彼は、その他の戦士のチームと共に活躍した。
文明を荒廃させようとしているヒドラを壊滅するため、デューガンはしばしば高火力爆薬を使って指揮を執り、カーターやサム・ウィルソン/ファルコンと密接に協力。デューガンは上腕に重傷を負うが回復した。

### 『Original Sin』
『Original Sin』のストーリーにおけるデューガンは1966年にブラック・オプスの任務中に殺され、フューリーに遺体を保存されると、彼の精神を高度なLMDに移させたことが明らかになった。デューガンはフューリーの怒りを買い自決するが、後にヒルがLMDを再建した。

## 戦力
サーカスストロングマンの頃から屈強な体格と怪力を誇り、フューリーの下で鍛練し続けたことによってレスリング、ボクシング、兵士、スパイまで優秀な技能各種を有する。

## その他のバージョン

### 『Marvel 1602』
『Marvel 1602』には、デューガンの別バージョンであるドゥーガンが登場。ニコラス・フューリー卿の兵士団の指揮官であり、ロアノーク植民地の守護者でもある。

### 『アースX』
『アースX』に登場するデューガンは、他のハウリング・コマンドーと共にヒドラによって殺された。しかし彼らの精神体が、マー・ベルとメフィスト軍との戦いに参加している。

### 『アルティメット・マーベル』
『アルティメット・マーベル』におけるデューガンは、ウルヴァリンとの繋がりを持つS.H.I.E.L.D.のミュータント作戦部長であり、“プロジェクト:リバース”ではチェスター・フィリップスの後任を務めた。

## MCU版
マーベル・シネマティック・ユニバースでは、ニール・マクドノーが演じ、志村知幸が日本語吹替を担当した。本項では、正史の宇宙（“アース616”）におけるダム・ダムを主軸として表記する。

### キャラクター像
第二次世界大戦中に“第107歩兵連隊”や、“戦略科学予備軍SSR”の少数精鋭部隊“ハウリング・コマンドーズ”の一員として活躍したニューヨーク出身のアメリカ陸軍軍曹。口髭がトレードマークで、活力に満ち、大酒飲みでもある巨漢で、親友のバッキー・バーンズをはじめ、コマンドーズを率いるスティーブ・ロジャース/キャプテン・アメリカやSSRのペギー・カーターたちと共に秘密結社“ヒドラ”に挑んだ。
スティーブが消息不明となって以降はコマンドーズを率いるようになり、戦後はSSRを介して国際平和維持組織“S.H.I.E.L.D.”の一員となって、アメリカに尽くしたと言われている。

### 『ホワット・イフ…?』版
アース82111に存在する、ダム・ダムの“変異体”。基本的な人相と装いは、正史の彼と同等である。

### アイテム・銃器
ボーラーハット
ダム・ダムが戦地で愛用する帽子。兵器工場の牢屋へ捕虜として入れられる直前には、被っていたこの帽子を叩き飛ばしたヒドラの兵士に対して「覚えてろ、必ず同じ目に遭わせる」と吐き捨てている。
M1917リボルバー
サブウェポンの回転式拳銃。
トンプソンM1928A1
107連隊時代に使用した短機関銃。
ウィンチェスターM1897
コマンドーズ創設以降に愛用するメインウェポンの散弾銃。
ウィンチェスターM1912
戦後に使用した散弾銃。

### 各作品における活躍

#### マーベル・スタジオ作品
『キャプテン・アメリカ/ザ・ファースト・アベンジャー』
本作でMCU初登場。物語の中盤において、バッキー、ゲイブ・ジョーンズ、ジャック・デルニエ、ジェームズ・モントゴメリー・ファルスワース、ジム・モリタたちと共にヒドラの工場で捕虜とされていたが、駆け付けたスティーブによって皆と共に解放されると、ヒドラの兵士を殴り倒したり、ジョーンズやファルスワースと3人で小型戦車を奪って反撃する暴れぶりを披露しながら脱出に成功。SSRに参加してスティーブからハウリング・コマンドーズへのスカウトを受けた際には、ビールのお代わりを奢ってもらい了承。
本格的にヒドラ壊滅作戦が展開されると、戦闘においてスティーブやバッキーと共に何回も先陣を切って奮闘し、ヒドラ本部制圧後は、バッキーだけでなくスティーブまで消息不明となったことへの悲しみに暮れながらも、生き残った仲間たちと共にアメリカの戦勝の祝杯を挙げる。
『エージェント・カーター』（『マーベル・ワンショット』）
本作では、ミッドクレジット・シーンに登場。ハワード・スタークの邸宅のプールサイドで顔を赤らめながら2人のフランス人女性を見つめ、彼女たちが着ているビキニを「君の発明か？」とハワードに問う。
『ホワット・イフ...?』シーズン1第1話
本作では、アース82111におけるダム・ダムが登場。ヒドラの捕虜となっていたところをペギー・カーター/キャプテン・カーターに救われ、彼女の戦いぶりに驚嘆し、その後スティーブ・ロジャースが運用して現れた大型パワードスーツを“ヒドラ・ストンパー”と最初に呼んだ。以降はハウリング・コマンドーズの一員としてヒドラと戦う。

#### マーベル・テレビジョン作品
『
エージェント・カーター』シーズン1第5話『ベラルーシ行き』（原題：『The Iron Ceiling』）
『エージェント・オブ・シールド』シーズン2 第1話『新生S.H.I.E.L.D.始動』（原題：『Shadows』）
冒頭の終戦直後のシーンに登場。ペギーやジム・モリタたちと共に、ヒドラ残党のダニエル・ホワイトホールと対峙して、彼らの拠点を占拠すると共にホワイトホールが保有していた“オベリスク”を“084”として回収する。

## その他のメディア

### テレビ
- 『X-MEN』：第73話 『戦火のかなた』（原題：『Old Soldiers』）にセリフ無しで登場。
- 『アイアンマン』：W. モーガン・シェパードが声をあて、日本語吹替は徳丸完が担当した。
- 『Nick Fury: Agent of S.H.I.E.L.D.』：ゲイリー・チョークが演じた。
- 『スーパー・ヒーロー・ギャング』：シーズン 1第23話『Wrath of the Red Skull!』にセリフ無しで登場。
- 『アベンジャーズ 地球最強のヒーロー』
- 『Marvel Rising Ultimate Comics』：ニール・マクドノーが声をあてた。

### ビデオゲーム
- 『パニッシャー』、『The Punisher: No Mercy』：台詞なしで登場[35][36]。
- 『MARVEL ULTIMATE ALLIANCE』：NPCとして登場し、スコット・マクドナルドが声をあてた。
- 『Captain America: Super Soldier』：ニール・マクドノーが声をあてた。
- 『Marvel Heroes』：マイケル・ベンヤーが声をあてた。
- 『LEGO マーベル アベンジャーズ』：プレイヤーキャラクターとして登場。
- 『Marvel Avengers Academy』：ビリー・カメッツが声をあてた[37]。
- 『Marvel's Avengers』：グレッグ・ボールドウィンが声をあてた。